# Mária Anna Viktória bajor hercegnő
Mária Anna Viktória (németül: Maria Anna Victoria; München, Bajorország, 1660. november 28. – Versailles, Franciaország, 1690. április 20.), Franciaország dauphineje 1680 és 1690 között XIV. Lajos francia király fiának és örökösének, a Nagy Dauphinnak hitveseként. Férje révén a Nagy Dauphine (franciául: La Grande Dauphine) névvel illették. A versailles-i udvarban megvetették a trónörökösnét: unalmasnak, betegesnek és csúnyának tartották, emiatt Mária Anna Viktória elszigetelten, visszahúzódva élt mindössze huszonkilenc éves korában bekövetkezett haláláig. Második fia, Fülöp révén ő a mai Bourbon-házi spanyol királyok ősanyja.

## Élete

### Származása, testvérei

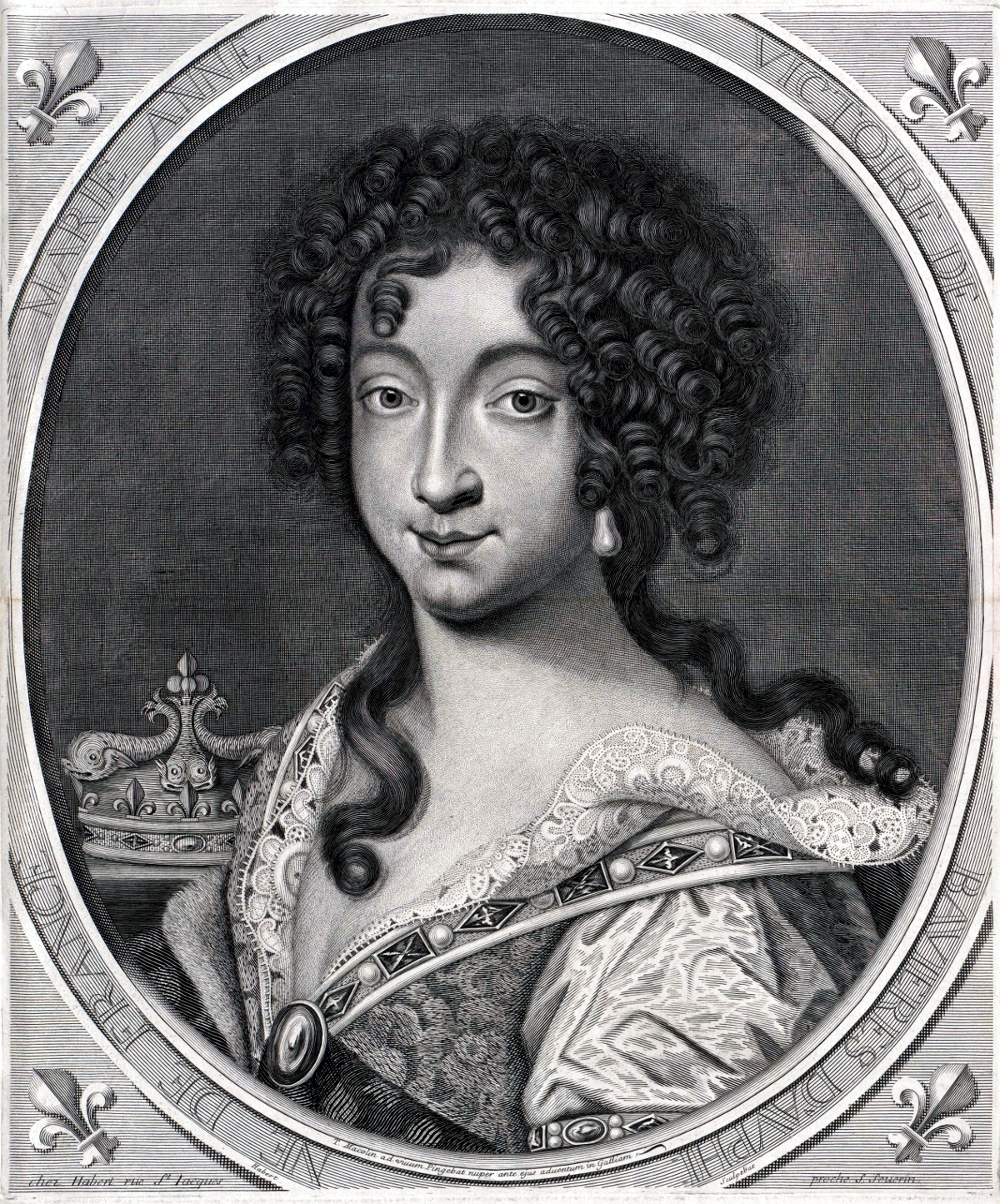
Mária Anna Viktória bajor hercegnő (1680 körül)

Mária Anna Viktória hercegnő (Kurprinzessin) 1660-ban született Münchenben, szüleinek legidősebb gyermekeként. Édesapja a Wittelsbach-házból való Ferdinánd Mária bajor választófejedelem (1636–1679) volt, I. Miksa bajor választófejedelem (1573–1651) és Mária Anna osztrák főhercegnő (1610–1665) fia, II. Ferdinánd német-római császár unokája.
Édesanyja Henrietta Adelheid savoyai hercegnő (Adelaide Enrichetta di Savoia, 1636–1676) volt, I. Viktor Amadé savoyai herceg (1587–1637) és Krisztina Mária francia királyi hercegnő (1606–1663) leánya, IV. Henrik francia király unokája, XIII. Lajos király unokahúga.
Szülei házasságból nyolc gyermek született, négyen érték meg a felnőttkort:
- Mária Anna Krisztina Viktória (1660–1690), 1680-tól Lajos francia királyi herceg (1661–1711) felesége.
- Miksa Emánuel (1662–1726), utóbb II. Miksa Emánuel néven Bajorország választófejedelme, aki 1685-ben Mária Antónia osztrák főhercegnőt (1669–1692), 1695-ben Sobieska Terézia Kinga lengyel királyi hercegnőt (1676–1730) vette feleségül.
- Lujza Margit Antónia (1663–1665), kisgyermekként meghalt.
- Lajos Amadé Viktor (*/† 1665), kisgyermekként meghalt.
- Egy halva született fiú (*/† 1666).
- Kajetán Mária Ferenc (*/† 1670), születésekor meghalt.
- József Kelemen (1671–1723), 1688–tól Köln hercegérseke, választófejedelem.
- Jolánta (Violante) Beatrix (1673–1731), aki 1689-ben Firenzében feleségül ment Ferdinánd de’ Medici toszkánai trónörökös herceghez (1663–1713), III. Cosimo de’ Medici legidősebb fiához.

### Neveltetése
Anyja nagy súlyt helyezett leányának művészeti és zenei képzésére. Mária Anna Viktória verseket írt, szépen festett, hárfázni és énekelni tanult. Tanárai közé tartozott a korszak neves zeneszerzője, orgonistája és csembalistája, Johann Caspar von Kerll (1627–1693 ).
Maria Anna Viktória hercegnő saját korában kifejezetten művelt leányzónak számított. Német anyanyelvén kívül (melyet erős bajor akcentussal használt), folyékonyan beszélt franciául, olaszul, latinul. Jól rajzolt, elegánsan és könnyedén táncolt, tehetségesen énekelt és csembalózott. Erzsébet Sarolta (Liselotte) pfalzi hercegnő, Fülöp orléans-i herceg (1640–1701) felesége, XIV. Lajos sógornője, aki később a francia udvarnál találkozott Mária Anna Viktóriával, igen élénk szellemű, szeretetre méltó, és természetesen viselkedő személynek írta le őt, aki mindig előzékenyen, de méltósággal viselkedik, és sohasem vét a jó ízlés ellen. A kortársak azonban azt is egybehangzóan írták, hogy a hercegnő egyáltalán nem volt egy szépség. A róla készült portrék, amelyek pedig mindig megszépítve ábrázolták modelljüket, hogy növeljék férjhez menési esélyét, megerősíteni látszanak ezt a vélekedést.

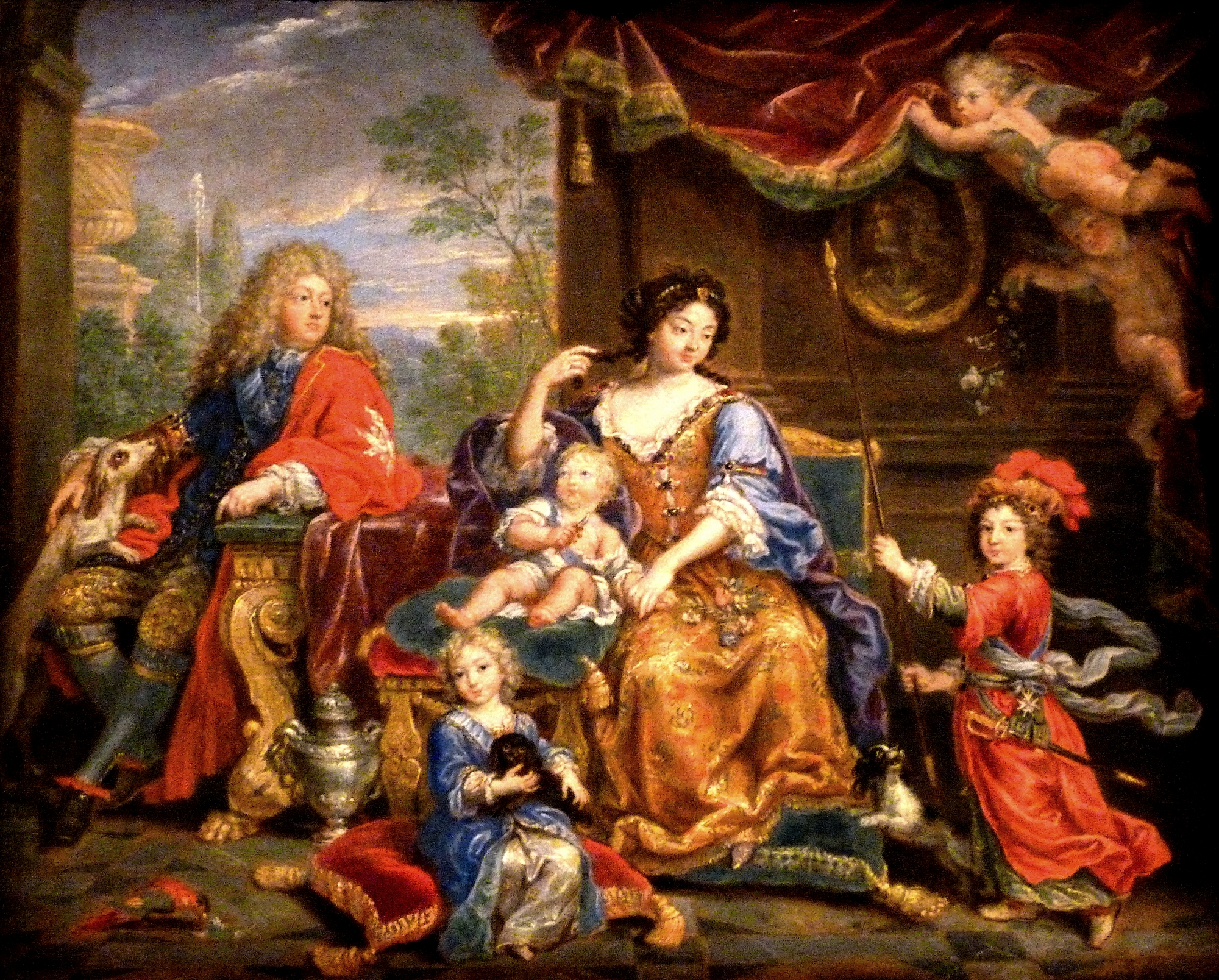
Mária Anna férjével, Lajos trónörökössel és gyermekeivel: Lajossal, Fülöppel és Károllyal (Pierre Mignard festménye)

### Házassága, gyermekei
1680. január 16-án XIV. Lajos rendkívüli müncheni nagykövete királya nevében megkérte Mária Anna Viktória hercegnő kezét a francia trónörökös számára. A házassági szerződést a két uralkodó diplomatái – francia részről Charles Colbert, Croissy márkija (1625–1696), Jean-Baptiste Colbert pénzügyminiszter öccse – már két héttel korábban elkészítették. Mária Anna Viktória hercegnő 1680. január 28-án Münchenben házasságot kötött Lajos francia trónörökös herceggel (1661–1711), XIV. Lajos király és Mária Terézia spanyol infánsnő egyetlen fiával, Franciaország trónörökösével. A vőlegényt megbízottai képviselték.
A hercegnő ezután útra kelt Franciaország felé. Útját ünnepélyes fogadások kísérték. A szájhagyomány szerint Strassburgban, amely ekkor még birodalmi szabad város volt – 1 évvel később, 1681-ben már elfoglalták Mária Anna apósának csapatai, – a város egyik elöljárója német nyelven köszöntötte a bajor hercegnőt, ő azonban (úgy mondják) felszólította a szónokot: „Monsieur, beszéljen franciául!”
Franciaországban ebben az évben éppen átmeneti béke uralkodott. 1679-ben ért véget a francia–holland háború, amelyben XIV. Lajos területi gyarapodást ért el a Spanyol-Németalfölddel és a Német-római Birodalommal szemben, de már folytak a következő háború előkészületei, amelyet XIV. Lajos az ún. egyesítési politikával alapozott meg. A dinasztikus házasság révén erősödött a bajor–francia politikai közeledés. XIV. Lajos potenciális szövetségesre lelt Bajorországban. A frigy súlyosan aggasztotta I. Lipót német-római császárt, akinek jó oka volt attól tartani, hogy a Német-római Birodalom és Franciaország konfliktusa a Habsburgok nagy vetélytársa, Bajorország, a Napkirály szövetségeseként Salzburgon keresztül támadást intézhet Ausztria ellen. A császár félelme nem volt alaptalan: Még Lipót életében, a spanyol örökösödési háború során Mária Anna Viktória öccse, II. Miksa Emánuel bajor választófejedelem valóban sógorapósának, XIV. Lajosnak oldalán szállt harcba a Birodalom és szövetségesei ellen, de a höchstädti csatában vereséget szenvedett Savoyai Jenőtől, és lemondott Ausztria meghódításáról.
1680. március 7-én a champagne-i Châlons-sur-Marne városában (ma: Châlons-en-Champagne) megtartották a 20 éves Mária Anna Viktória bajor hercegnő és másodfokú unokafivére, a 19 éves Lajos francia trónörökös herceg ünnepélyes esküvőjét. A házasságot dinasztikus alapon kötötték, alapvetően XIV. Lajos politikai törekvéseinek megfelelően. A házasságból három gyermek született:
- Lajos (Louis) királyi herceg (1682–1712), a „Kis Trónörökös”, Burgundia hercege, aki 1696-ban Mária Adelheid savoyai hercegnőt (1685–1712) vette feleségül. (Három gyermekük született, köztük a legfiatalabb maradt életben, ő lett a későbbi XV. Lajos király).
- Fülöp (Philippe) királyi herceg (1683–1746), Anjou hercege, 1700-tól V. Fülöp néven Spanyolország királya, 1701-ben Mária Lujza Gabriella savoyai hercegnőt (1688–1714), 1714-ben  Farnese Erzsébet pármai hercegnőt (1692–1766) vette feleségül.
- Károly (Charles) királyi herceg (1686–1714), Berry hercege, aki 1710-ben Mária Lujza Erzsébet orléans-i hercegnőt (1695–1719) vette feleségül.

### Élete a francia udvarban
Mária Anna hercegné a trónörökös feleségeként a királyné után a második legmagasabb rangú hölgy lett a Napkirály udvarában. Szoros baráti viszonyt ápolt sógoranyósával, Erzsébet Sarolta pfalzi hercegnővel (Liselotte von der Pfalz), Fülöp orléans-i hercegnek (1640–1701), a király öccsének feleségével, aki a Wittelsbach-ház pfalzi ágához tartozott (Mária Anna a család bajor ágából érkezett).
Első fiának, Lajos burgundiai hercegnek, majd még két fiúgyermekének születése nagy tekintélyt kölcsönzött neki. Az egyenes ági trónöröklés biztosítottnak látszott. A büszke XIV. Lajos új címet kreált első fiúunokájának, ő lett a Kis Trónörökös (le Petit Dauphin). Megkülönböztetésül apja, Mária Anna férje pedig a Nagy Trónörökös (le Grand Dauphin) címet kapta. Mária Anna rangja ezzel a Nagy Trónörökösné (la Grande Dauphine) lett. 1683-ban Mária Terézia királyné elhunyt, és Mária Anna lett az udvar legelső asszonya. Be is költöztették a versailles-i kastély királynéi lakosztályába. (XIV. Lajos második, titkos felesége, Maintenon márkinő sohasem kapott hivatalos udvari méltóságot).
A női szépséget igen magasra tartó francia udvarban a „csúnya hercegnő” élete nem volt felhőtlennek mondható. Férje, bár házasságuk első éveiben gyengéden szerette feleségét, fiai születése után elhanyagolta őt, szórakozásainak élt, több szeretőt tartott. Sok kortárs udvaronc – köztük Marie de Rabutin-Chantal (Madame de Sévigné) – naplójában leírja, hogy Mária Anna a vallásban keresett vigasztalást, befelé forduló, visszahúzódó, sértődékeny természetté vált.

### Halála
Visszahúzódásának oka romló egészségi állapota is lehetett, környezete gyengének, betegesnek tartotta, aki bármikor meghalhat. Három sikeres gyermekszülése mellett több vetélése is volt, az első már 1681-ben, majd még öt (!) 1685-ben és 1687-ben is. Harmadik fia, Károly herceg 1686-ban igen nehezen született meg, súlyos komplikációk árán. Mária Anna Viktória hercegné 1690. április 20-án, alig 29 éves korában meghalt. Ő maga utolsó percéig úgy tartotta, hogy a legkisebb fiának szülésekor elszenvedett sérülések és fertőzések vezettek halálához. Halálos ágyán gondoskodott bajor kíséretének tagjairól, megáldotta gyermekeit. A 3 éves Károlytól, Berry hercegétől búcsúzva, Racine Andromakhé c. tragédiájából sóhajtott el egy sort: „Ó, kisfiam, napjaidért anyád drágán fizet.” A későbbi kutatások szerint valószínű, hogy tuberkulózisban szenvedett, ez hozzájárult korai halálához. A párizsi Saint-Denis-székesegyházban temették el.

### Fejlemények halála után
Özvegye, Lajos herceg, a Nagy Dauphin 1695-ben ismét megnősült. Apjának tiltása ellenére egyik kegyencnőjét, Marie-Émilie de Joly de Choint (1670-1732) vette feleségül, aki – Pfalzi Erzsébet Sarolta orléans-i hercegné visszaemlékezései szerint – „csúf nőszemély volt, tekintélyes méretű keblekkel.” 1704-ben Mária Anna második fia, Fülöp, Anjou hercege V. Fülöp néven Spanyolország királya lett, trónigényét apjának, XIV. Lajosnak segítségével a spanyol örökösödési háborúban is el tudta ismertetni.
A Nagy Trónörökös nem lett király. 1711. április 14-én este meghalt, még apjának életében. 1712-re Mária Anna legidősebb fia, a Kis Trónörökös Lajos, Burgundia hercege, annak felesége, Mária Adelheid savoyai hercegnő és három fiuk közül a két idősebb is elhaltak. Mária Anna második fia, Fülöp herceg a spanyol trón elismerése fejében lemondott francia trónigényéről. A harmadik fiú, Károly, Berry herceg 1714-ben baleset következtében meghalt, utód nélkül. 1715-ben elhunyt XIV. Lajos trónját dédunokája, Mária Anna Viktória legfiatalabb unokája, az 1710-ben született Lajos, Anjou hercege örökölte, XV. Lajos néven.

## További irodalom
- Klaus Malettke: Die Bourbonen 1: Von Heinrich IV. Bis Ludwig XIV.(1589-1715), W. Kohlhammer Verlag, 2008. (246. old.) (németül)
- P. K. Hartmann: Die Dauphine Maria Anna Christina von Bayern und ihr Hofstaat, 1971. (németül)
- P. K. Hartmann: Zwei Wittelsbachische Prinzessinnen am Hof Ludwigs XIV, 1981. (németül)
- Simone Bertière: Les Femmes du Roi-Soleil, Fallois, 1998. ISBN 2-253-14712-5 (franciául)